# 尾花沢市路線バス
尾花沢市路線バス（おばなざわしろせんバス）は、山形県尾花沢市にて運行している廃止代替バスである。通称として、「尾花沢市営バス」とも呼ばれる。

## 沿革
- 1983年8月10日 - 市営バス運行開始。五十沢線（中町十字路 - 上五十沢）の1路線でスタート（山形交通五十沢線の廃止代替）[1]。
- 1985年8月1日 - 牛房野線運行開始（山形交通の廃止代替）[2]。
- 1986年4月20日 - 細野・畑沢線（常盤 - 細野 - 常盤）、南沢線（尾花沢 - 南沢）運行開始[3]。
  - いずれも山形交通の廃止代替だが、細野・畑沢線は山形交通当時細野地区のみだった路線を畑沢まで延長。
- 1996年4月1日 - 銀山線、鶴子線、市野々線運行開始（いずれも山形交通の廃止代替）[4]。
  - 市営バス化時に、銀山線、鶴子線は大石田駅東口乗り入れ、鶴子線は鶴子温泉 - 森のホテル間延長、市野々線は一部便が丹生東、中島を経由。
- 1998年4月1日 - 毒沢線（市役所 - 毒沢）運行開始[5]。
- 2007年7月1日 - 銀山線の車両に市内で廃てんぷら油から精製した植物性再生燃料（BDF）使用開始。
- 2008年
  - 4月1日 - 時刻改正。銀山線にレトロ調ボンネットバス運行開始。BDFを使用。運行事業者をはながさバスに委託。
  - 6月27日 - レトロ調ボンネットバスの愛称が「銀山はながさ号」に決定。
  - 10月1日 - 銀山線、鶴子線の大石田駅の乗り場を尾花沢口（東口）から大石田口（西口）に変更。

## 概要
- 運賃は10円単位の区間制（循環線は100円均一）で、70歳以上の「シルバー旅客」及び通学時の中学生は100円均一、通学時の小学生は50円均一。
  - 回数券（10回分の運賃で11枚綴り）、通勤・通学・片道各定期券もある。
- 運行形態は、自家用自動車（白ナンバー車）による有償運送である。但し、銀山線に限り、はながさバスに委託。

## 路線
以下の路線がある。　※2008年4月1日時点、括弧内は一部便のみ経由
銀山線
※ 当路線に限り、はながさバスに委託。 
- JR大石田駅 - 尾花沢市役所 - 尾花沢待合所 - 東光園前 - 中の段北 - 綱木川 - 玉茶屋前 - 鶴巻田 - （母袋） - 前坂 - 下柳渡戸 - 銀山温泉

鶴子線
- JR大石田駅 - 尾花沢市役所 - 尾花沢待合所 - 東光園前 - 延沢寺前 - 六沢  - 鶴子温泉 - 森のホテル

市野々線
- 尾花沢市役所 - 尾花沢待合所 - 東光園前 - 中の段北 - 上横道 - （丹生） - 押切 - （行沢） - 高橋 - 市野々
  - 日曜・祝祭日・12/31～1/3は運休。

南沢線
- 尾花沢市役所 - 尾花沢待合所 - 大導寺 - 上の原 - 福原中学校前 - 寺内寺前 - 中西原 - 南沢
  - 日曜・祝祭日・12/31～1/3は運休。

毒沢線
- 尾花沢市役所 - 尾花沢待合所 - 大導寺 - 上の原 - 野黒沢 - 芦沢駅前 - 名木沢 - 毒沢
  - 土曜・日曜・祝祭日・12/31～1/3は運休。

牛房野線
- 尾花沢市役所 - 尾花沢待合所 - 大導寺 - 和合 - 牛房野
  - 土曜・日曜・祝祭日・12/31～1/3は運休。

原田線
- 尾花沢市役所 - 尾花沢待合所 - 東光園前 - 中の段北 - 綱木川 - 玉茶屋前 - 開拓口 - 袖原分校 - 下原田 - 中原田 - 下柳渡戸 - 銀嶺荘

徳良湖経由
- 尾花沢市役所 - 尾花沢待合所 - 東光園前 - 中の段北 - 綱木川 - 花笠の湯 - 袖原分校 - 下原田 - 中原田 - 下柳渡戸 - 銀嶺荘
  - いずれのルートも土曜・日曜・祝祭日・12/31～1/3は運休。

細野・畑沢線
- 常盤地区公民館 - 荒町 - 上畑沢 - 細野
  - 土曜・日曜・祝祭日・12/31～1/3は運休。実際の運行は、常盤地区公民館→上畑沢→細野→常盤地区公民館 の片循環。

五十沢線
- 中町十字路 - 尾花沢小口 - 山交バスターミナル - 横内 - 下五十沢 - 上五十沢
  - 土曜・日曜・祝祭日・12/31～1/3は運休。

市内循環線
北回り
- 尾花沢待合所 - 警察署 - 東光園前 - 尾花沢市中央診療所 - 尾花沢市役所 - 尾花沢待合所

南回り
- 尾花沢待合所 - 尾花沢市役所 - 悠美館 - 尾花沢市中央診療所 - 東光園前 - 尾花沢待合所
  - いずれのルートも土曜・日曜・祝祭日・12/31～1/3は運休。

市営バスの車両
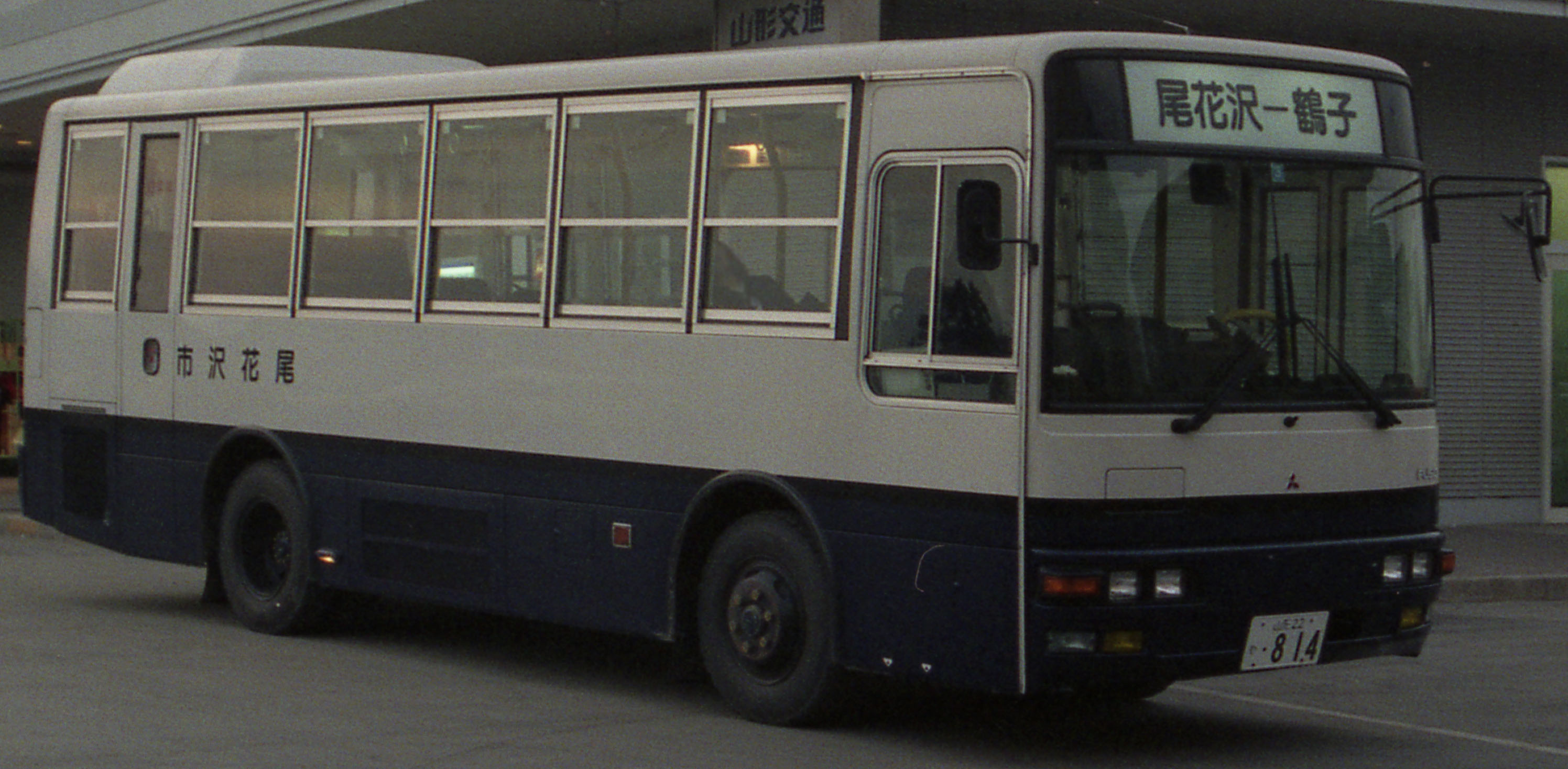
鶴子線の車両（1998年当時）
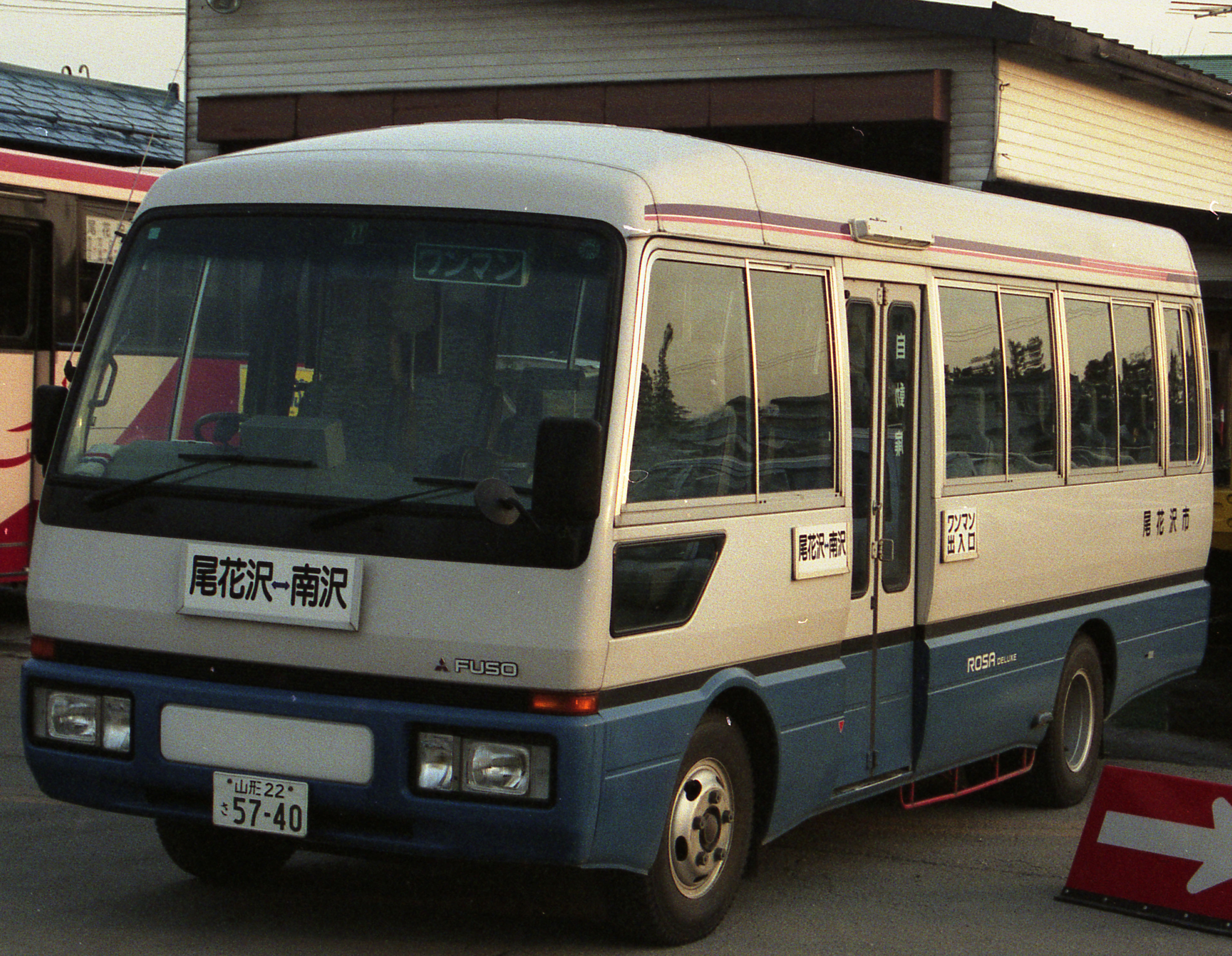
南沢線の車両（1998年当時）
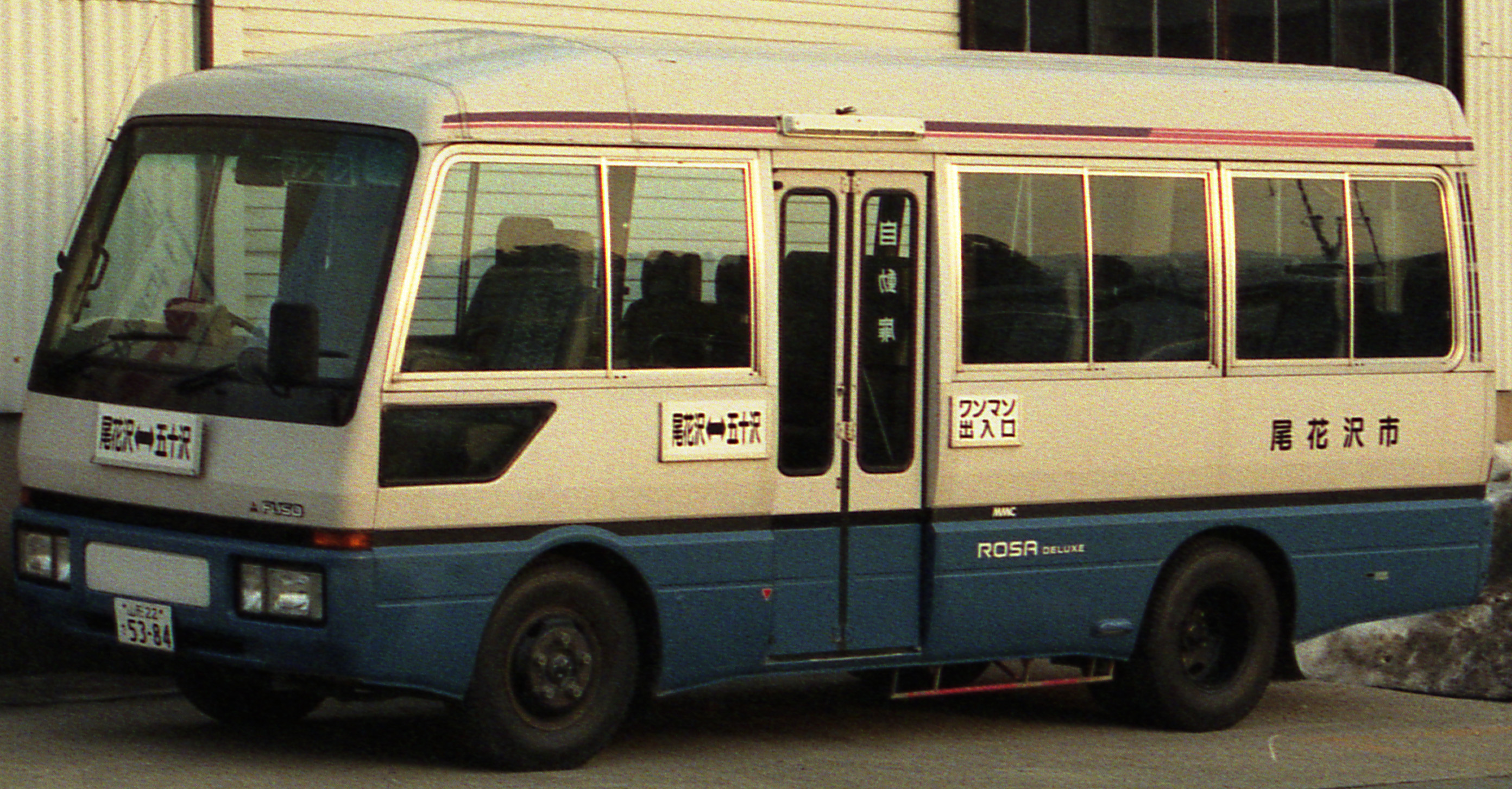
五十沢線の車両（1998年当時）
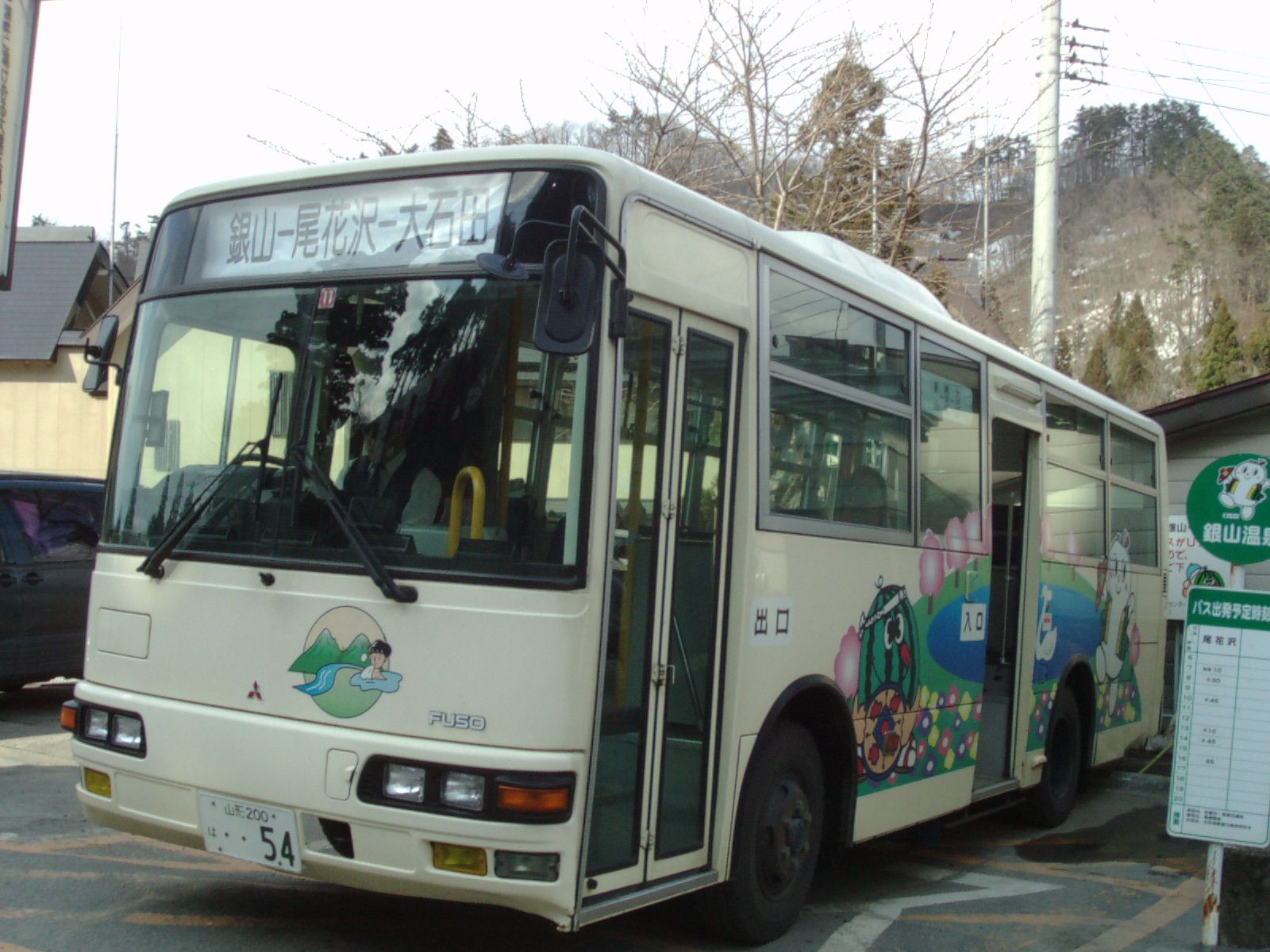
銀山線の車両（2004年当時）